# Apoštolská prefektura Mariánské ostrovy
Apoštolská prefektura Mariánské ostrovy byla prefektura římskokatolické církve, nacházející se v Marianech.

## Historie
Prefektura byla založena 17. září 1902 a to z části území diecéze Cebu.
Dne 1. března 1911 byla prefektura zrušena a území bylo dáno k apoštolskému vikariátu Mariánské a Karolínské ostrovy a k vytvoření apoštolského vikariátu Guam.